# Luperina dayensis
Luperina dayensis är en fjärilsart som beskrevs av Charles Oberthür 1881. Luperina dayensis ingår i släktet Luperina och familjen nattflyn. Inga underarter finns listade i Catalogue of Life.